# Copidosoma dushakense
Copidosoma dushakense är en stekelart som beskrevs av Svetlana N. Myartseva 1983. Copidosoma dushakense ingår i släktet Copidosoma och familjen sköldlussteklar.
Artens utbredningsområde är Turkmenistan. Inga underarter finns listade i Catalogue of Life.